# Paranerita kennedyi
Paranerita kennedyi är en fjärilsart som beskrevs av Rothschild 1917. Paranerita kennedyi ingår i släktet Paranerita och familjen björnspinnare. Inga underarter finns listade i Catalogue of Life.